# Grayling (Michigan)
Grayling település az Amerikai Egyesült Államok Michigan államában, Crawford megyében, melynek megyeszékhelye is. Lakosainak száma 1867 fő (2020. április 1.).

## Népesség
A település népességének változása:

| 2010 | 1 884 |
| 2020 | 1 867 |